# فرودگاه آبی تماگامی/ماین لندینگ
فرودگاه آبی تماگامی/ماین لندینگ (به انگلیسی: Temagami/Mine Landing Water Aerodrome) یک فرودگاه خصوصی است که یک باند فرود آب دارد. این فرودگاه در کشور کانادا قرار دارد و در ارتفاع ۲۹۳ متری از سطح دریا واقع شده است.